# El Pozuelo
El Pozuelo ist ein Ort und eine zentralspanische Gemeinde (municipio) mit 43 Einwohnern (Stand: 2024) im Norden der Provinz Cuenca in der Autonomen Region Kastilien-La Mancha. 

## Lage und Klima
El Pozuelo liegt auf der Westseite des Iberischen Gebirges in einer Höhe von ca. 1220 m. Die Provinzhauptstadt Cuenca befindet sich gut 59 Kilometer (Fahrtstrecke) südsüdöstlich. Das Klima im Winter ist gemäßigt, im Sommer dagegen warm bis heiß. Regen (615 mm/Jahr) fällt das ganze Jahr über.

## Bevölkerungsentwicklung
| Jahr      | 1970 | 1981 | 1991 | 2001 | 2011 | 2021 |
| Einwohner | 129  | 126  | 114  | 100  | 74   | 39   |

## Sehenswürdigkeiten
- Benediktskirche